# فمكا هالسما

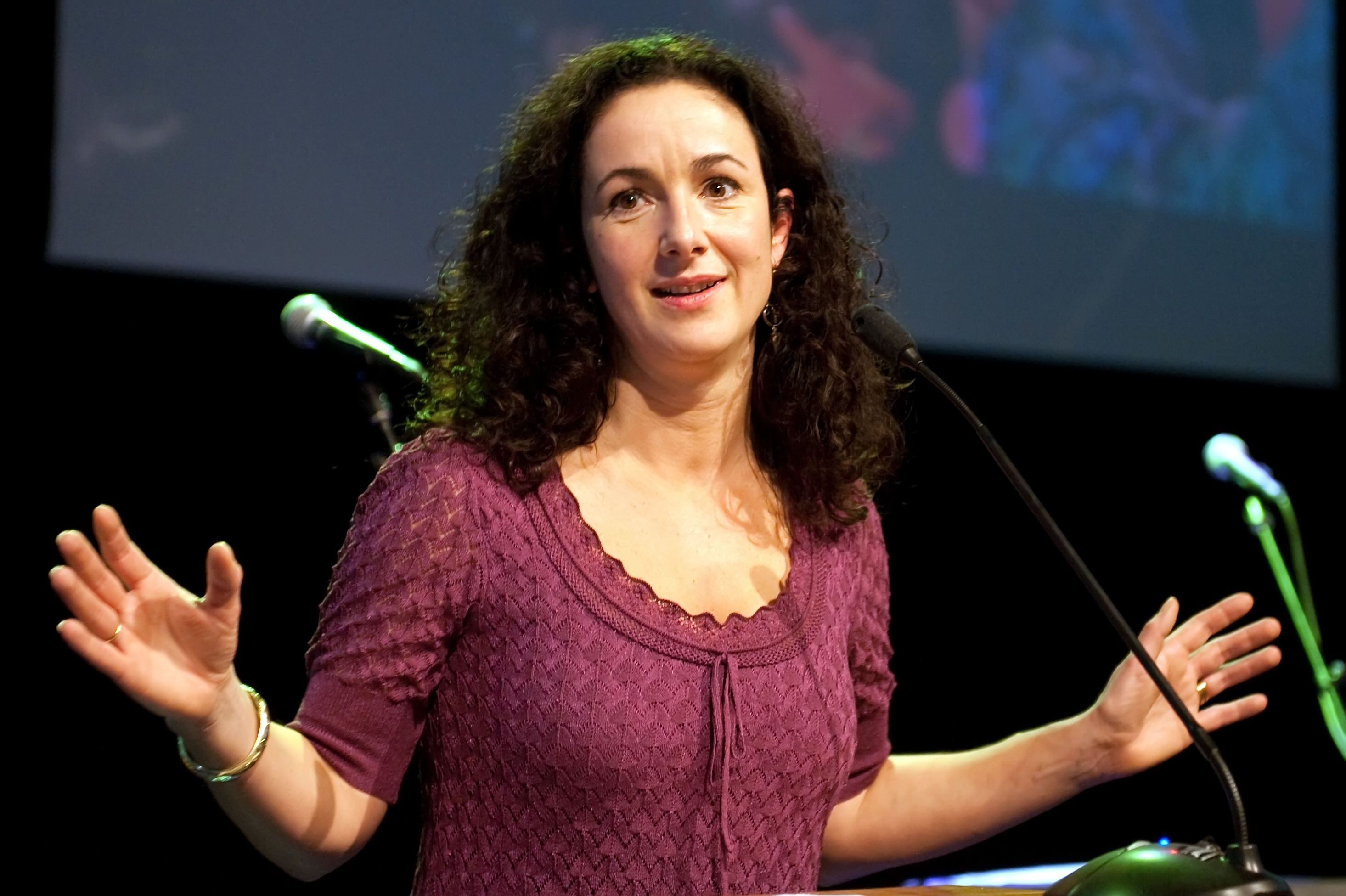
فمكا هالسما

فمكا هالسما (بالهولندية: Femke Halsema) سياسية هولندية، من مواليد مدينة هارلم في 25 أبريل 1966 ، تزعمت حزب اليسار الأخضر الهولندي بين 26 نوفمبر 2002 إلى غاية 16 ديسمبر 2010.

## وصلات خارجية
- الموقع الرسمي فمكا هالسما على شبكة الانترنيت